# Genoa Cricket and Football Club 1964-1965
Questa voce raccoglie le informazioni riguardanti il Genoa Cricket and Football Club nelle competizioni ufficiali della stagione 1964-1965.

## Stagione
A inizio stagione, il 28 agosto, il Genoa gioca il ritorno della "Coppa del Presidente della Provincia di Genova" contro la Sampdoria pareggiando per (1-1), e aggiudicandosi in questo modo il torneo grazie alla vittoria per (3-1) ottenuta nel giugno precedente.
Nella stagione 1964-1965 la squadra rossoblù disputa il campionato di Serie A, con 28 punti si piazza in sedicesima posizione e retrocede in Serie B con il Messina che ha raccolto 22 punti ed il Mantova con 21 punti. Lo scudetto è stato vinto dall'Inter con 54 punti, secondo il Milan con 51 punti, terzo il Torino con 44 punti. In Coppa Italia il grifone supera tre turni, eliminando nell'ordine la Reggiana nel primo turno, la Pro Patria nel secondo turno, il Monza negli Ottavi di Finale, cedendo poi il passo nei Quarti di Finale del torneo al Torino.

## Divise
La maglia per le partite casalinghe presentava i colori rossoblù.

## Organigramma societario
Area direttiva
- Presidente: Giacomo Berrino

Area tecnica
- Allenatore: Paulo Amaral, Roberto Lerici[2]

## Rosa
| N. |                   | Ruolo | Calciatore         |
| -- | ----------------- | ----- | ------------------ |
|    | Italia (bandiera) | P     | Mario Da Pozzo     |
|    | Italia (bandiera) | P     | Giancarlo Gallesi  |
|    | Italia (bandiera) | P     | Leonardo Grosso    |
|    | Italia (bandiera) | D     | Giancarlo Bagnasco |
|    | Italia (bandiera) | D     | Bruno Baveni       |
|    | Italia (bandiera) | D     | Giuseppe Bonvicini |
|    | Italia (bandiera) | D     | Maurizio Bruno     |
|    | Italia (bandiera) | D     | Vittorio Calvani   |
|    | Italia (bandiera) | D     | Carlo Campora      |
|    | Italia (bandiera) | D     | Franco Rivara      |
|    | Italia (bandiera) | D     | Elio Vanara        |
|    | Italia (bandiera) | D     | Arturo Venturelli  |
|    | Italia (bandiera) | C     | Aldo Agroppi       |
|    | Italia (bandiera) | C     | Giampiero Bassi    |
|    | Italia (bandiera) | C     | Antonio Colombo    |

| N. |                      | Ruolo | Calciatore          |
| -- | -------------------- | ----- | ------------------- |
|    | Italia (bandiera)    | C     | Stefano Dal Monte   |
|    | Italia (bandiera)    | C     | Giancarlo Genisio   |
|    | Italia (bandiera)    | C     | Massimo Giacomini   |
|    | Italia (bandiera)    | C     | Glauco Gilardoni    |
|    | Italia (bandiera)    | C     | Pietro Gonella      |
|    | Argentina (bandiera) | C     | Marcos Locatelli    |
|    | Italia (bandiera)    | C     | Adriano Nocentini   |
|    | Italia (bandiera)    | C     | Mario Pantaleoni    |
|    | Italia (bandiera)    | A     | Mauro Bicicli       |
|    | Italia (bandiera)    | A     | Renato Cappellini   |
|    | Germania (bandiera)  | A     | Rudolf Kölbl        |
|    | Italia (bandiera)    | A     | Roberto Malcontenti |
|    | Italia (bandiera)    | A     | Carlo Petrini       |
|    | Italia (bandiera)    | A     | Gianfranco Zigoni   |

## Calciomercato

### Sessione estiva
| Acquisti         | Acquisti         | Acquisti         | Acquisti         |
| R.               | Nome             | da               | Modalità         |
| Altre operazioni | Altre operazioni | Altre operazioni | Altre operazioni |
| R.               | Nome             | da               | Modalità         |
| ---------------- | ---------------- | ---------------- | ---------------- |

| Cessioni         | Cessioni         | Cessioni         | Cessioni         |
| R.               | Nome             | a                | Modalità         |
| Altre operazioni | Altre operazioni | Altre operazioni | Altre operazioni |
| R.               | Nome             | a                | Modalità         |
| ---------------- | ---------------- | ---------------- | ---------------- |
| A                | Luigi Scarpato   | Savona           | definitivo       |

## Risultati

### Serie A

#### Girone di andata
| Arbitro: | Bernardis (Trieste) |

|                |           |  |
| Cappellini 43’ | Marcatori |  |

| Arbitro: | Monti (Ancona) |

|             |           |  |
| Bagatti 34’ | Marcatori |  |

| Genova 27 settembre 1964 3ª giornata | Genoa               | 0 – 0 | Bologna | Stadio Luigi Ferraris\| Arbitro: \| Lo Bello (Siracusa) \| |
| Arbitro:                             | Lo Bello (Siracusa) |       |         |                                                            |

| Arbitro: | De Robbio (Torre Annunziata) |

|                           |           |                       |
| Magi 38’ Facchin 64’, 76’ | Marcatori | 20’ Kolbl 65’ Bicicli |

| Arbitro: | Francescon (Padova) |

|           |           |               |
| Kolbl 52’ | Marcatori | 39’, 48’ Jair |

| Foggia 18 ottobre 1964 6ª giornata | Foggia & Incedit | 0 – 0 | Genoa | Stadio Pino Zaccheria\| Arbitro: \| Sbardella (Roma) \| |
| Arbitro:                           | Sbardella (Roma) |       |       |                                                         |

| Arbitro: | Righi (Milano) |

|  |           |            |
|  | Marcatori | 54’ Combin |

| Arbitro: | Roversi (Bologna) |

|                                        |           |               |
| Ferrini 7’, 35’ Crippa 33’, 78’ (rig.) | Marcatori | 56’ Locatelli |

| Genova 15 novembre 1964 9ª giornata | Genoa           | 0 – 0 | Mantova | Stadio Luigi Ferraris\| Arbitro: \| Rigato (Mestre) \| |
| Arbitro:                            | Rigato (Mestre) |       |         |                                                        |

| Arbitro: | Campanati (Milano) |

|                          |           |              |
| Zigoni 36’ Gilardoni 61’ | Marcatori | 57’ Da Silva |

| Arbitro: | Bernardis (Trieste) |

|               |           |                |
| Angelillo 21’ | Marcatori | 30’ Cappellini |

| Genova 13 dicembre 1964 12ª giornata | Genoa            | 0 – 0 | Atalanta | Stadio Luigi Ferraris\| Arbitro: \| Politano (Cuneo) \| |
| Arbitro:                             | Politano (Cuneo) |       |          |                                                         |

| Arbitro: | D'Agostini (Roma) |

|                       |           |                              |
| Spelta 63’ Ossola 76’ | Marcatori | 30’ Gilardoni 58’ Cappellini |

| Vicenza 27 dicembre 1964 14ª giornata | Lanerossi Vicenza | 0 – 0 | Genoa | Stadio Romeo Menti\| Arbitro: \| Gonella (Torino) \| |
| Arbitro:                              | Gonella (Torino)  |       |       |                                                      |

| Arbitro: | Lo Bello (Siracusa) |

|            |           |          |
| Zigoni 57’ | Marcatori | 52’ Riva |

| Arbitro: | Varazzani (Parma) |

|                   |           |  |
| Rivara 11’ (aut.) | Marcatori |  |

| Arbitro: | Genel (Trieste) |

|                                                      |           |  |
| Orlando 13’, 43’ (rig.) 76’ Pirovano 17’ Morrone 55’ | Marcatori |  |

#### Girone di ritorno
| Arbitro: | Righi (Milano) |

|           |           |                |
| Bartù 48’ | Marcatori | 79’ Cappellini |

| Arbitro: | Sbardella (Roma) |

|                          |           |  |
| Gilardoni 66’ Zigoni 90’ | Marcatori |  |

| Arbitro: | Campanati (Milano) |

|                        |           |             |
| Turra 30’ Pascutti 44’ | Marcatori | 33’ Bicicli |

| Arbitro: | Francescon (Padova) |

|                |           |               |
| Cappellini 18’ | Marcatori | 20’ Calvanese |

| Arbitro: | Angonese (Mestre) |

|                                             |           |               |
| Rivara 7’ (aut.) Mazzola 27’, 55’ Corso 57’ | Marcatori | 81’ Dal Monte |

| Arbitro: | Roversi (Bologna) |

|           |           |  |
| Vanara 1’ | Marcatori |  |

| Arbitro: | De Marchi (Pordenone) |

|                                                                                                  |           |  |
| Dell'Omodarme 23’ Stacchini 46’, 58’ Leoncini 61’ Menichelli 74’ (rig.) Del Sol 82’ Da Costa 89’ | Marcatori |  |

| Arbitro: | Genel (Trieste) |

|                |           |                         |
| Cappellini 90’ | Marcatori | 13’ Ferrini 38’ Albrigi |

| Arbitro: | Angonese (Mestre) |

|                            |           |  |
| Di Giacomo 58’ Jonsson 70’ | Marcatori |  |

| Arbitro: | Lo Bello (Siracusa) |

|  |           |            |
|  | Marcatori | 35’ Zigoni |

| Genova 11 aprile 1965 28ª giornata | Genoa            | 0 – 0 | Roma | Stadio Luigi Ferraris\| Arbitro: \| Politano (Cuneo) \| |
| Arbitro:                           | Politano (Cuneo) |       |      |                                                         |

| Arbitro: | De Marchi (Pordenone) |

|  |           |                       |
|  | Marcatori | 71’ Vanara 73’ Zigoni |

| Arbitro: | Righetti (Torino) |

|  |           |            |
|  | Marcatori | 15’ Spelta |

| Arbitro: | Roversi (Bologna) |

|                                    |           |             |
| Kolbl 47’ Gilardoni 65’ Zigoni 72’ | Marcatori | 83’ Campana |

| Arbitro: | Lo Bello (Siracusa) |

|                           |           |           |
| Riva 34’ Rizzo 58’ (rig.) | Marcatori | 12’ Kolbl |

| Genova 30 maggio 1965 33ª giornata | Genoa                 | 0 – 0 | Milan | Stadio Luigi Ferraris\| Arbitro: \| De Marchi (Pordenone) \| |
| Arbitro:                           | De Marchi (Pordenone) |       |       |                                                              |

| Arbitro: | Roversi (Bologna) |

|                                         |           |             |
| Zigoni 16’, 80’ Kolbl 62’ Dal Monte 87’ | Marcatori | 89’ Orlando |

### Coppa Italia
| Arbitro: | Ferrari (Milano) |

|  |           |                                 |
|  | Marcatori | 92’ (aut.) Montanari 119’ Kolbl |

| Arbitro: | Acernese (Roma) |

|              |           |                            |
| Ruggiero 82’ | Marcatori | 62’ Bicicli 104’ Dal Monte |

| Arbitro: | Barolo (Bassano del Grappa) |

|                                     |           |  |
| Kolbl 30’ Agroppi 41’ Dal Monte 65’ | Marcatori |  |

| Arbitro: | Carminati (Milano) |

|                      |           |  |
| Puia 74’ Carelli 75’ | Marcatori |  |

## Statistiche

### Statistiche di squadra
| Competizione | Punti | In casa | In casa | In casa | In casa | In casa | In casa | In trasferta | In trasferta | In trasferta | In trasferta | In trasferta | In trasferta | Totale | Totale | Totale | Totale | Totale | Totale | DR  |
| Competizione | Punti | G       | V       | N       | P       | Gf      | Gs      | G            | V            | N            | P            | Gf           | Gs           | G      | V      | N      | P      | Gf     | Gs     | DR  |
| ------------ | ----- | ------- | ------- | ------- | ------- | ------- | ------- | ------------ | ------------ | ------------ | ------------ | ------------ | ------------ | ------ | ------ | ------ | ------ | ------ | ------ | --- |
| Serie A      | 28    | 17      | 6       | 7       | 4       | 17      | 11      | 17           | 2            | 5            | 10           | 13           | 35           | 34     | 8      | 12     | 14     | 30     | 46     | -16 |
| Coppa Italia |       | 1       | 1       | 0       | 0       | 3       | 0       | 3            | 2            | 0            | 1            | 4            | 3            | 4      | 3      | 0      | 1      | 7      | 3      | +4  |
| Totale       |       | 18      | 7       | 7       | 4       | 20      | 11      | 20           | 4            | 5            | 11           | 17           | 38           | 38     | 11     | 12     | 15     | 37     | 49     | -12 |

### Statistiche dei giocatori
| Giocatore     | Serie A  | Serie A | Coppa Italia | Coppa Italia | Totale   | Totale |
| Giocatore     | Presenze | Reti    | Presenze     | Reti         | Presenze | Reti   |
| ------------- | -------- | ------- | ------------ | ------------ | -------- | ------ |
| G. Bagnasco   | 15       | 0       | ?            | ?            | 15+      | 0+     |
| G. Bassi      | 25       | 0       | ?            | ?            | 25+      | 0+     |
| B. Baveni     | 28       | 0       | ?            | ?            | 28+      | 0+     |
| M. Bicicli    | 14       | 2       | ?            | ?            | 14+      | 2+     |
| M. Bruno      | 21       | 0       | ?            | ?            | 21+      | 0+     |
| V. Calvani    | 8        | 0       | ?            | ?            | 8+       | 0+     |
| C. Campora    | 2        | 0       | ?            | ?            | 2+       | 0+     |
| R. Cappellini | 24       | 6       | ?            | ?            | 24+      | 6+     |
| A. Colombo    | 32       | 0       | ?            | ?            | 32+      | 0+     |
| S. Dal Monte  | 8        | 2       | ?            | ?            | 8+       | 2+     |
| M. Da Pozzo   | 31       | -38     | ?            | ?            | 31+      | -38+   |
| M. Giacomini  | 18       | 0       | ?            | ?            | 18+      | 0+     |
| G. Gilardoni  | 31       | 3       | ?            | ?            | 31+      | 3+     |
| L. Grosso     | 3        | -8      | ?            | ?            | 3+       | -8+    |
| R. Kolbl      | 16       | 5       | ?            | ?            | 16+      | 5+     |
| M. Locatelli  | 7        | 1       | ?            | ?            | 7+       | 1+     |
| M. Pantaleoni | 16       | 0       | ?            | ?            | 16+      | 0+     |
| F. Rivara     | 29       | 1       | ?            | ?            | 29+      | 1+     |
| E. Vanara     | 22       | 2       | ?            | ?            | 22+      | 2+     |
| G. Zigoni     | 24       | 8       | ?            | ?            | 24+      | 8+     |